# Frosolone
Frosolone – miejscowość i gmina we Włoszech, w regionie Molise, w prowincji Isernia.
Według danych na rok 2004 gminę zamieszkiwały 3364 osoby, 68,7 os./km².